# ホイールバロー
ホイールバロー（Wheelbarrow）は、プロレスで用いられる動きの一種。

## 概要
相手の背後から相手の両脚を自身の腰を挟むようにして捕らえる動作、相手に背を向けて両脚で相手の腰を挟む動作の総称。ホイールバロー単独ではプロレス技として用いられることはまずなく、その体勢から、その他の技に移行されるのが普通である。
相手の両脚を捕らえている側が技を仕掛ける場合は、相手を持ち上げる必要があるために重量級選手である場合が多い。相手の腰を両脚で挟んでいる側に主導権がある場合は、軽量級選手であるかルチャリブレ系の選手であることが多い。
ホイールバローとは英語で手押し車を意味して、この体勢が手押し車に似ていることから名づけられた。日本ではホイールバローの名称が使われることは少なく「カサドーラからの〜」、「ボディシザーズからの〜」などと呼ばれていることが多い。

## 連携するプロレス技

### 両脚を捕らえている側
相手の両脚を捕らえている側が移行する技の例。
フェイス・バスター
ホイールバローに捕らえた相手を持ち上げ、尻餅をつきながら相手を叩きつける。いわゆるリバース・パワーボム。ダブル・チキンウイングやフルネルソンの体勢から相手を持ち上げ、ホイールバローの体勢に捕らえなおし、そのまま前方に倒しこむ形も多い(ポール・ロンドンのワッフル・フェイス、田口隆祐のどどん等)。また、グラン・アクマは腰ではなく首を挟ませてのフェイス・バスターをテンチ・クラッシュの名で使用している。
スープレックス
ホイールバローに捕らえた相手を持ち上げ、そのまま後ろに倒れこむ。
ネックブリーカー
ホイールバローに捕らえた相手を持ち上げて空に放ち、ネックブリーカーに移行する。
ドライバー
ホイールバローに捕らえた相手の頭を自身の両脚の間にくぐらせ、そのまま尻餅をつくように落下する。デリリアスはパンプハンドル・スラムの形からのものをケミカル・インバランスⅡの名前で使用している。相手をハーフネルソンに捕らえなおして落下する形も使用される(Bボーイのデリカド、土井成樹のマスキュラー・ボム等)。
ツープラトン
1人がホイールバローに捕らえた相手に対して、もう1人が打撃を加える形が多いが、2人そろって投げ技に移行する場合もある。

### 腰を両脚で挟んでいる側
相手の腰を両脚で挟んでいる側が移行する技の例。
カサドーラ
ホイールバローの体勢から相手の両脚の間をくぐり、相手の両脚をつかんで丸め込むフォール技。
フェイス・バスター
上記のカサドーラの体勢から相手を丸め込むのではなくそのまま相手の足を引き抜いて、顔をリングに叩きつけるフェイスバスターを、マット・ジャクソンはワースト・ケース・シナリオの名前で、オフィディアンはデュアト・ドライバーの名前で使用している。エヴァン・カレイジャスはホイールバローの体勢から起き上がり、上半身を反転させXファクターのような形をとることがある。また、ホイールバローの体勢から起き上がり、上半身を反転させ相手の頭部を肩に担いで後ろに倒れこむコンプリート・ショットとの複合を行うレスラーもいる。
アームドラッグ
ホイールバローの体勢から起き上がり、片腕を相手の脇に差込み、前方に回転しながら相手を背負い投げるアームドラッグ。
DDT
ホイールバローの体勢から起き上がり、上半身を反転させ相手の頭部を脇に挟み、両脚を離して後ろに倒れこむ。
ブルドッグ
ホイールバローの体勢から起き上がり、相手の頭部を脇に挟み、前方に背中から倒れこむ。WWEのレイ・ミステリオ等が使用する。
スタナー
ホイールバローの体勢から起き上がり、相手の頭部を肩に担ぎ、スタナーの要領で落下する。ファイア・アントのバーニング・ダウン・ダ・ハウス等がある。